# Lodões
Lodões ist ein Ort und eine ehemalige Gemeinde (Freguesia) im portugiesischen Kreis Vila Flor. Die Gemeinde hatte 98 Einwohner (Stand 30. Juni 2011).
Am 29. September 2013 wurden die Gemeinden Lodões und Assares zur neuen Gemeinde União das Freguesias de Assares e Lodões zusammengeschlossen.